# 有馬幸太郎
有馬 幸太郎（ありま こうたろう、2000年9月3日 - ）は、茨城県出身のプロサッカー選手。Jリーグ・大分トリニータ所属。ポジションはフォワード。

## 略歴
2019年より鹿島アントラーズのアカデミーからトップチームに昇格を果たした。8月14日、天皇杯3回戦の栃木SC戦でゴールを決めて勝利に貢献した。
2020シーズンは栃木SCに期限付き移籍。2月23日、J2開幕戦のV・ファーレン長崎戦でスタメン入りしJリーグ初出場を飾った。11月25日、J2第36節のファジアーノ岡山戦でJリーグ初ゴールを決めた。
2022年よりJ3リーグに加盟したいわきFCに完全移籍。加入初年度から背番号10を背負い、シーズン中盤までは主力選手として活躍したが、終盤はケガの影響で出番を失った。J2リーグに昇格した翌2023年は公式戦13試合の出場に留まったが、2024年はリーグ戦全試合に出場し、自身キャリア初となる2ケタ得点を達成した。
2025年、大分トリニータに完全移籍。

## 人物・エピソード
- 2024年8月8日に一般女性と入籍[7]。

## 所属クラブ
- 鹿島アントラーズジュニア
- 鹿島アントラーズジュニアユース
- 鹿島アントラーズユース
- 2019年 - 2021年  鹿島アントラーズ
  - 2020年 - 2021年  栃木SC（育成型期限付き移籍）
- 2022年 - 2024年  いわきFC
- 2025年 -  大分トリニータ

## 個人成績
| 国内大会個人成績 | 国内大会個人成績 | 国内大会個人成績 | 国内大会個人成績 | 国内大会個人成績 | 国内大会個人成績 | 国内大会個人成績 | 国内大会個人成績 | 国内大会個人成績 | 国内大会個人成績 | 国内大会個人成績 | 国内大会個人成績 |
| 年度             | クラブ           | 背番号           | リーグ           | リーグ戦         | リーグ戦         | リーグ杯         | リーグ杯         | オープン杯       | オープン杯       | 期間通算         | 期間通算         |
| 年度             | クラブ           | 背番号           | リーグ           | 出場             | 得点             | 出場             | 得点             | 出場             | 得点             | 出場             | 得点             |
| 日本             | 日本             | 日本             | 日本             | リーグ戦         | リーグ戦         | リーグ杯         | リーグ杯         | 天皇杯           | 天皇杯           | 期間通算         | 期間通算         |
| ---------------- | ---------------- | ---------------- | ---------------- | ---------------- | ---------------- | ---------------- | ---------------- | ---------------- | ---------------- | ---------------- | ---------------- |
| 2019             | 鹿島             | 34               | J1               | 0                | 0                | 0                | 0                | 2                | 1                | 2                | 1                |
| 2020             | 栃木             | 34               | J2               | 21               | 1                | -                | -                | -                | -                | 21               | 1                |
| 2021             | 栃木             | 34               | J2               | 21               | 0                | -                | -                | 1                | 0                | 22               | 0                |
| 2022             | いわき           | 10               | J3               | 24               | 8                | -                | -                | -                | -                | 24               | 8                |
| 2023             | いわき           | 10               | J2               | 13               | 1                | -                | -                | 0                | 0                | 13               | 1                |
| 2024             | いわき           | 10               | J2               | 38               | 10               | 2                | 0                | 2                | 1                | 42               | 11               |
| 2025             | 大分             | 9                | J2               |                  |                  |                  |                  |                  |                  |                  |                  |
| 通算             | 日本             | 日本             | J1               | 0                | 0                | 0                | 0                | 2                | 1                | 2                | 1                |
| 通算             | 日本             | 日本             | J2               | 93               | 12               | 2                | 0                | 3                | 1                | 98               | 13               |
| 通算             | 日本             | 日本             | J3               | 24               | 8                | -                | -                | -                | -                | 24               | 8                |
| 総通算           | 総通算           | 総通算           | 総通算           | 117              | 20               | 2                | 0                | 5                | 2                | 124              | 22               |

| 国際大会個人成績 | 国際大会個人成績 | 国際大会個人成績 | 国際大会個人成績 | 国際大会個人成績 |
| 年度             | クラブ           | 背番号           | 出場             | 得点             |
| AFC              | AFC              | AFC              | ACL              | ACL              |
| ---------------- | ---------------- | ---------------- | ---------------- | ---------------- |
| 2019             | 鹿島             | 34               | 0                | 0                |
| 通算             | AFC              | AFC              | 0                | 0                |

出場歴
- 公式戦初出場・初得点 - 2019年8月14日 天皇杯3回戦 vs栃木SC（栃木県グリーンスタジアム）
- Jリーグ初出場 - 2020年2月23日 J2第1節 vs V・ファーレン長崎（トランスコスモススタジアム長崎）
- Jリーグ初得点 - 2020年11月25日 J2第36節 vs ファジアーノ岡山（シティライトスタジアム）

## タイトル

### クラブ
鹿島アントラーズジュニア
- バーモントカップ（2013年）

鹿島アントラーズユース
- 高円宮杯 JFA U-18サッカープレミアリーグEAST（2018年）